# Otto Ciliax
Otto Ciliax (Neudietendorf, 30 de outubro de 1891 — Lübeck, 12 de dezembro de 1964) foi um almirante da Kriegsmarine ex-capitão do couraçado Scharnhorst.
Em fevereiro de 1942 ele comandou a Operação Cerberus, na qual os couraçados alemães Scharnhorst, Gneisenau e o cruzador pesado Prinz Eugen, junto com outros embarcações menores, foram transferidos de Brest para suas respectivas bases na Alemanha para planejar um posicionamento estratégico em águas norueguesas.
Embora o sucesso da operação fora vista como um constrangimento para o Armada Britânica, porque os navio foram capazes de passar através do Canal da Mancha quase despercebidos. A transferência para Brest eliminou a ameaça que eles representavam para os navios aliados no Atlântico.

## Carreira
Ingressou na Marinha Imperial Alemã como cadete, o primeiro curso de formação foi realizado no cruzador SMS Victoria Louise. Entre 1911 e 1912 estudou na Academia Naval. Quando explodiu a Primeira Guerra Mundial, serviu como oficial do submarino U-52 (Fevereiro de 1916 a Outubro de 1917). 
Posteriormente, ele ocupou posições no Departamento de Pessoal na Marinha no recém-criada Kriegmarine. De setembro de 1936 a outubro de 1938 ele foi o comandante do cruzador pesado Admiral Scheer, servindo em águas espanholas durante a Guerra Civil Espanhola. No período de março a junho 1938, foi Comandante das Forças Navais Alemã na Espanha. De 7 de Janeiro de 1939 a 28 de Setembro de 1939, foi comandante do couraçado Scharnhorst (sendo considerado seu primeiro comandante).
Em 21.03.1942, recebeu como um vice-almirante e comandante de navios de guerra a Cruz de Cavaleiro da Cruz de Ferro.
Foi capturado pelos Aliados em 25 de fevereiro 1945, e libertado em 24 de Fevereiro, 1946.

## Honrarias
- Cruz espanhola em ouro com espadas
- Cruz germânica em ouro (20 de novembro de 1941)
- Cruz de ferro de 2ª e 1ª classe
- Cruz de Cavaleiro da Cruz de Ferro (21 de março de 1942)